# 蓋爾山 (梅薩山脈)
73°28′S 162°52′E / 73.467°S 162.867°E
蓋爾山（英語：Gair Mesa），是南極洲的山峰，位於維多利亞地，屬於梅薩山脈的一部分，由新西蘭探險隊命名，以地質學家命名，現時由南極條約體系管理。